# Kaik
Als Kaik, Kajik, Kaike, Kaíki, Kayık, Caique oder auch Caic werden verschiedene Schiffstypen der Levante und des Schwarzen Meeres bezeichnet.

Lateinergetakeltes Kaik

Ursprünglich wurde ein seit dem 16. Jahrhundert bekanntes, schmales und wendiges Ruderboot in Planken-, Kiel- und Spantenbauweise Kaik, seine Ruderer Kajiktschi genannt. Größere Kaiks wurden zusätzlich mit dreieckigen Lateinersegeln, oder, wie Daus, mit trapezförmigen Setteesegeln (siehe Liste der Segeltypen) ausgestattet. Als türkische Kajik dienten diese Schiffe früher als Fähren zwischen beiden Ufern des Bosporus.
In der Folgezeit entwickelten sich regional unterschiedliche Schiffstypen mit der Bezeichnung Kaik als Oberbegriff. Gemeinsam ist vielen der als Fracht- und Fischereisegler genutzten Schiffe fast nur ein Rumpf mit hochgezogenem Bug und Heck und niedrigem Freibord in der Schiffsmitte. Ein Schanzkleid aus Segeltuch oder Holz dient dem Schutz der Ladung.
Lateinergetakelte Kaiks verfügen neben Rahsegeln, Stagfock und Klüver, die an einem senkrechten Mast gefahren werden, über ein zusätzliches Lateinersegel. Dessen Rah wird nicht aufgeheißt, sondern mit dem einen Ende kurz vor dem Mast so aufgestellt, dass sein anderes Ende den Masttopp achterlich überragt. Das Segel ist an einen Baum angeschlagen, der über das Heck des Kaiks hinausreicht.
Neben dieser Takelungsart werden in der Literatur auch Kaiks mit einem zweimastigen Bratsera-Rigg (mit Luggersegeln, die an einem Baum gefahren werden) beschrieben, sowie Kaiks mit einem ein- oder zweimastigen Sakoleva-Rigg.
Kaiks werden im türkisch-, griechisch-, bulgarisch- und arabischsprachigen Verbreitungsgebiet auch mit Trehandiri, Bratsera, Tserniki, Perama usw. bezeichnet, wobei sich die Begriffe zuweilen auf Unterschiede von Rumpfform und Takelungsart beziehen. Einige dieser Schiffstypen sind heute zumindest mit einem Hilfsmotor ausgestattet, wenn sie nicht sogar ganz auf eine Segelausrüstung verzichten.
Bei der portugiesischen Caíque, verbreitet an der Algarveküste, und bei der von der französischen Kanalküste bekannten Caïque handelt es sich trotz der gleichlautenden Namen um gänzlich verschiedene Segelschiffstypen.